# アレクサンダー・ノイマイスター
アレクサンダー・ノイマイスター（独: Alexander Neumeister、1941年12月17日 - ）は、ドイツのインダストリアルデザイナー。

## 経歴
1941年ベルリン生まれ。ウルム造形大学を卒業後、20代のときに奨学金を得て東京芸術大学へ留学している。1970年にNeumeister Design（現在のN+P Industrial Design GmbH）を設立、鉄道車両をはじめ、医療機器や情報機器など数多くの工業製品のデザインを行っている。日立製作所とパートナーシップを結び、日立製鉄道車両の監修も行っている。
1987年にICEの試作車en:Intercity Experimental（ICE V）でブルネル賞、新幹線500系電車で1996年にグッドデザイン商品、1997年に機械工業デザイン賞（通産大臣賞）を受賞している。
日本のインダストリアルデザイナーである、水戸岡鋭治と親交があることでも知られる。

## 主な作品
- 日本
  - 新幹線500系電車
  - 新幹線E954形電車（試験車両「FASTECH 360 S」、ストリームライン）
  - 福岡市交通局3000系電車
  - 東京メトロ10000系電車

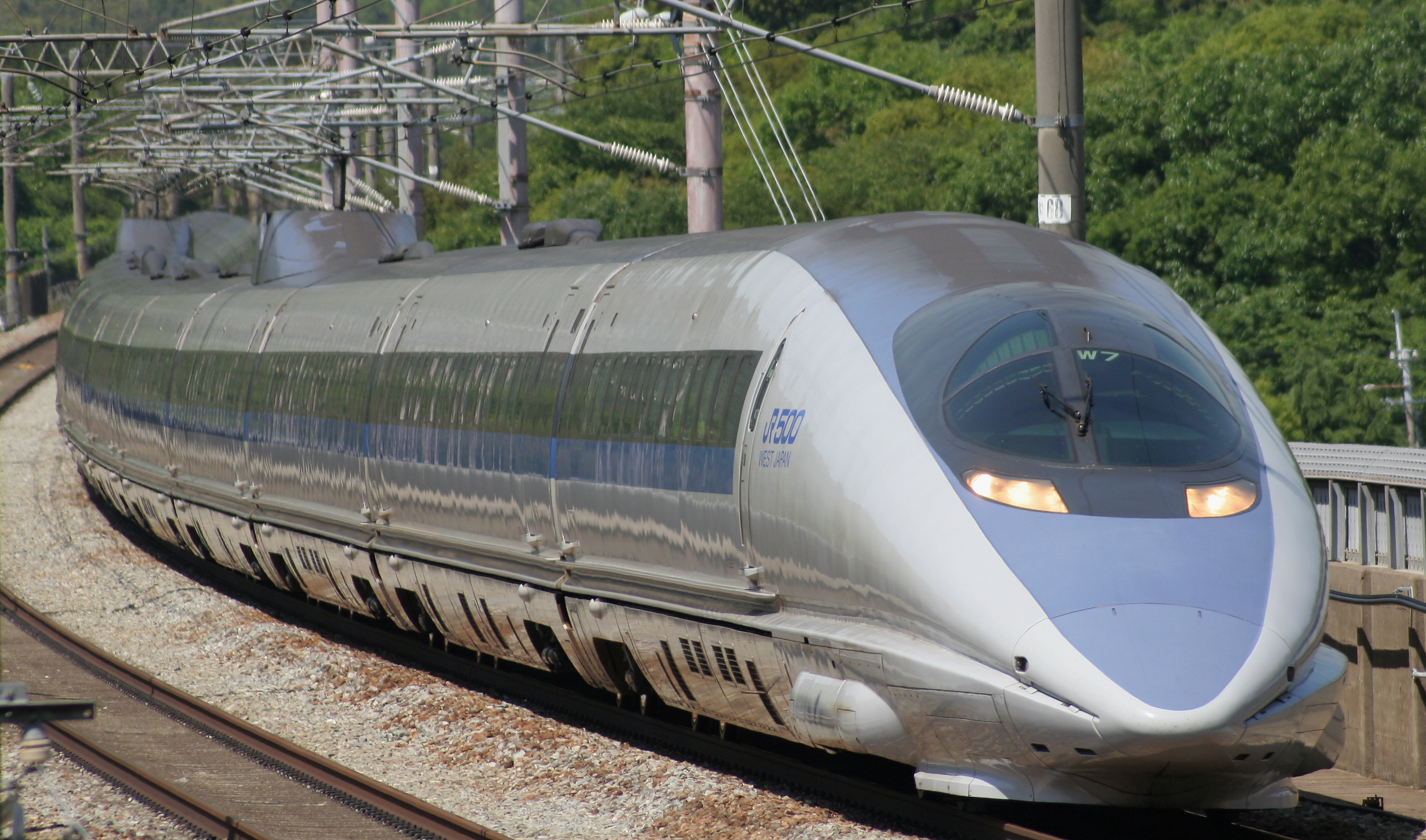
新幹線500系電車
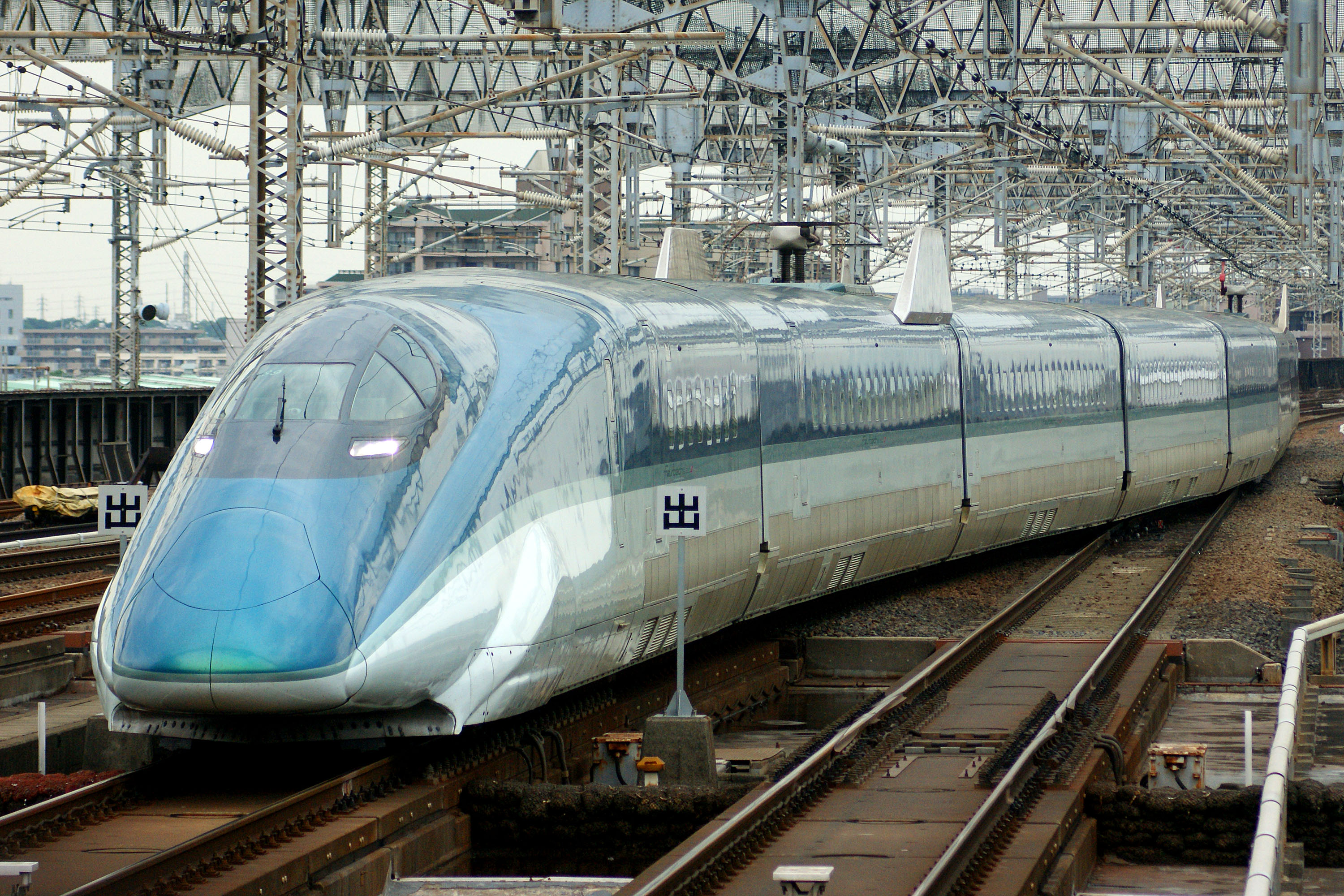
新幹線E954形電車「FASTECH 360 S」
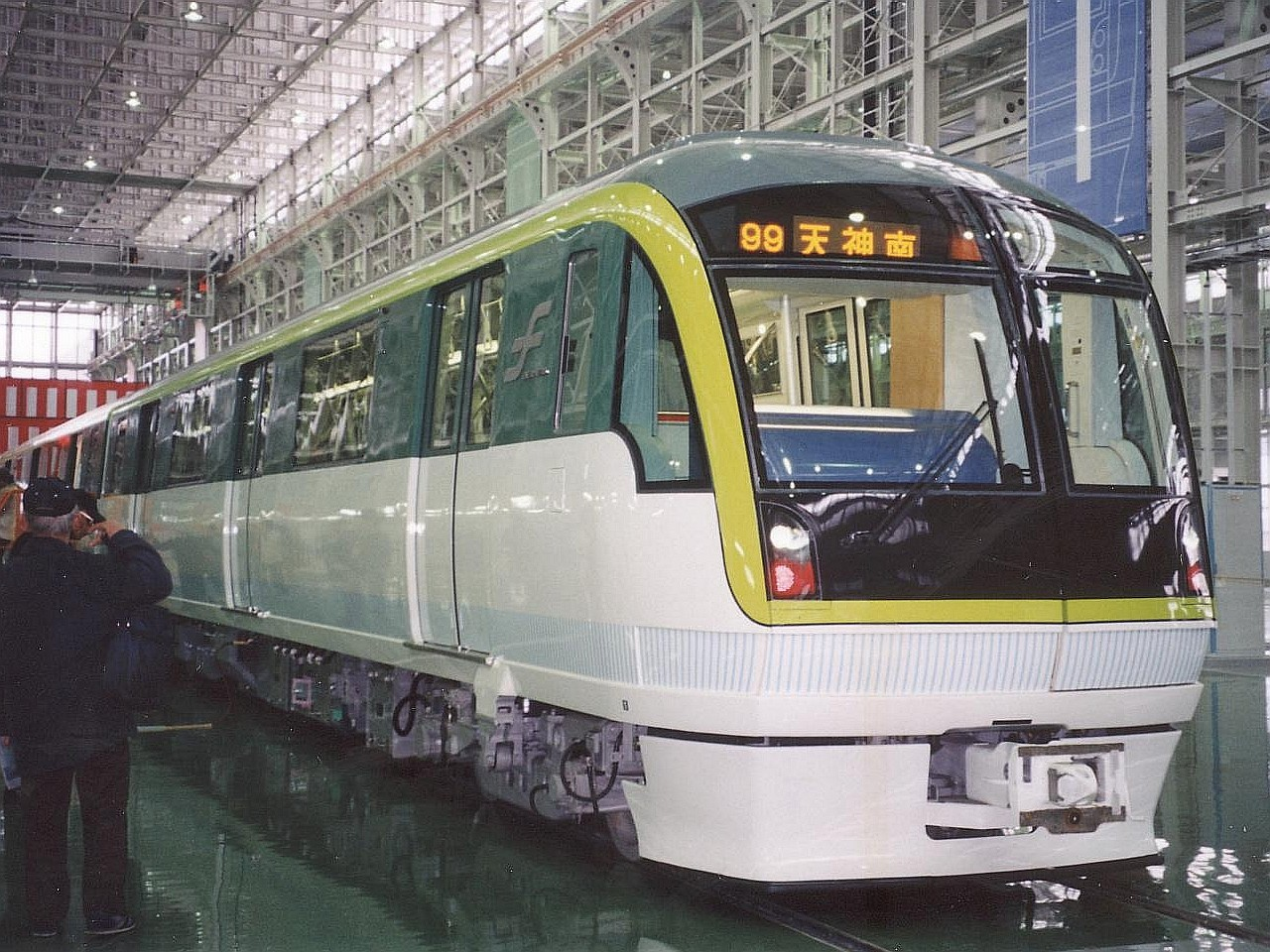
福岡市交通局3000系電車
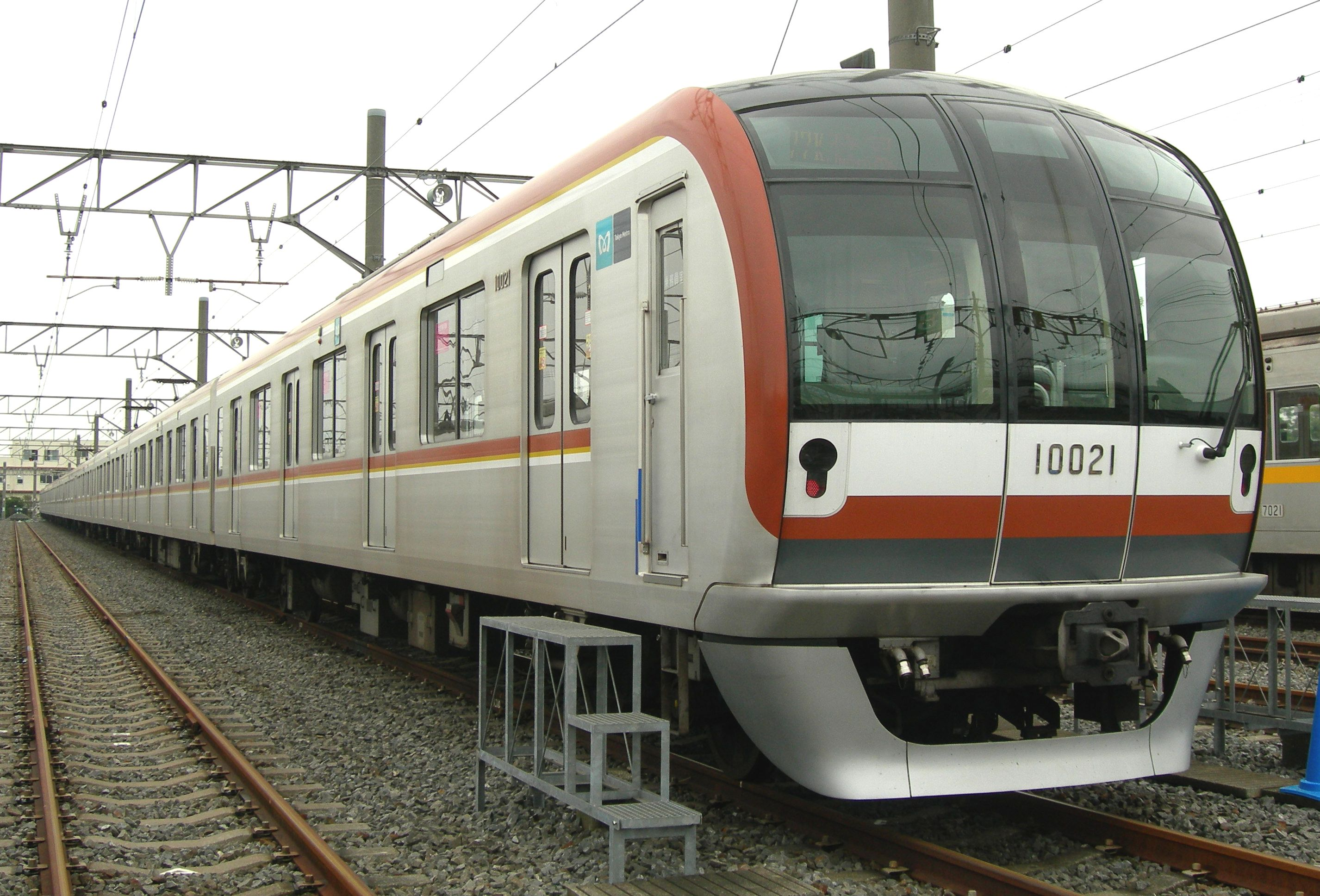
東京メトロ10000系電車

- ドイツ
  - トランスラピッド
  - ICEシリーズ
  - ミュンヘン地下鉄C1,C2
  - ヴェラロ（ICE 3をベースにしたシーメンスの高速鉄道車両）
- イギリス
  - イギリス鉄道395形電車（ジャベリン）
- スペイン
  - レンフェ103系電車（AVE）
- ロシア
  - サプサン
- 中国
  - 中国高速鉄道CRH3型電車、CRH380C型電車
  - 北京地下鉄SFM04型電車
  - 北京地下鉄SFM05型電車
- ブラジル
  - サンパウロ地下鉄
- その他
  - タレント（ボンバルディア・トランスポーテーションの中近距離向けの車両）

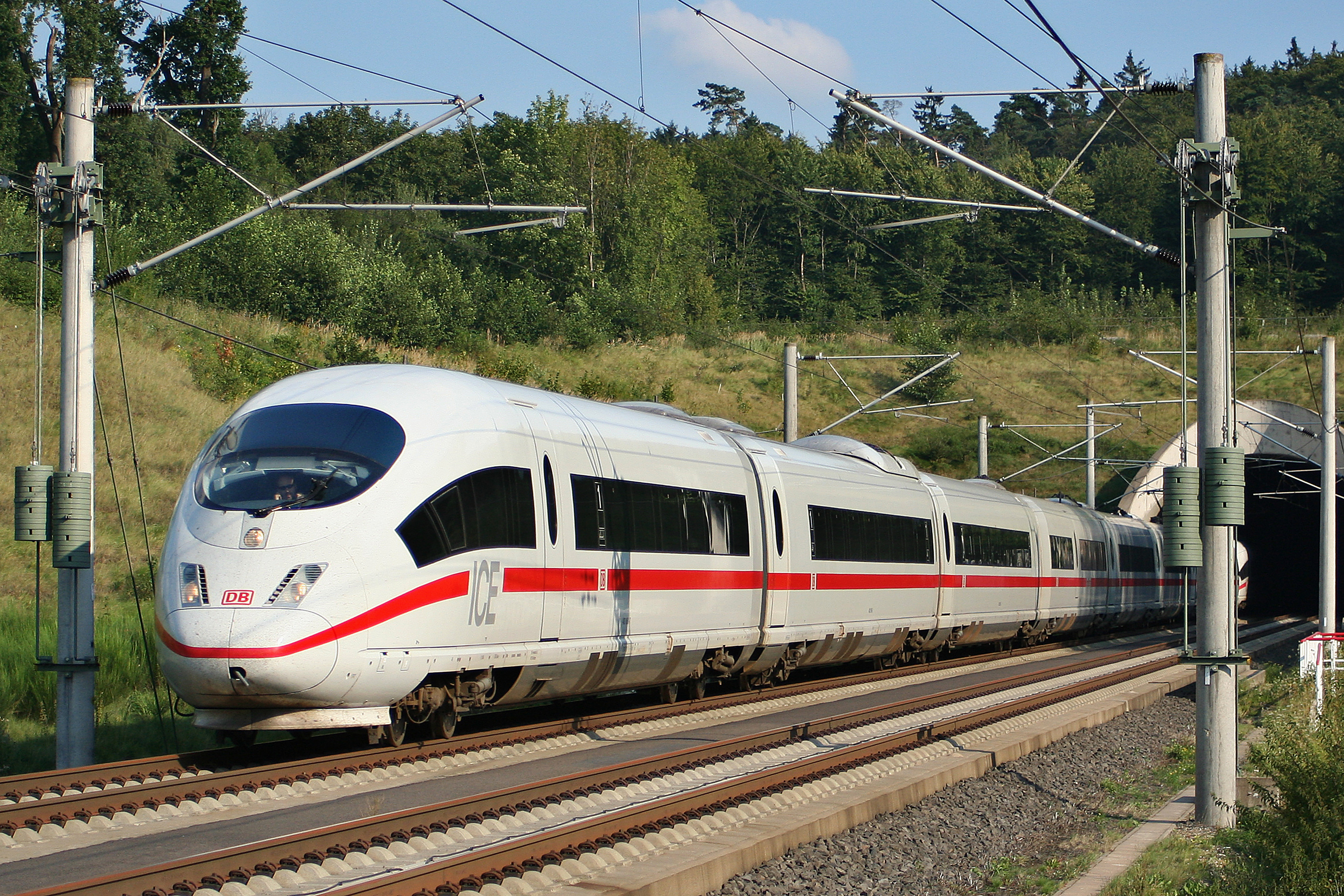
ICE 3
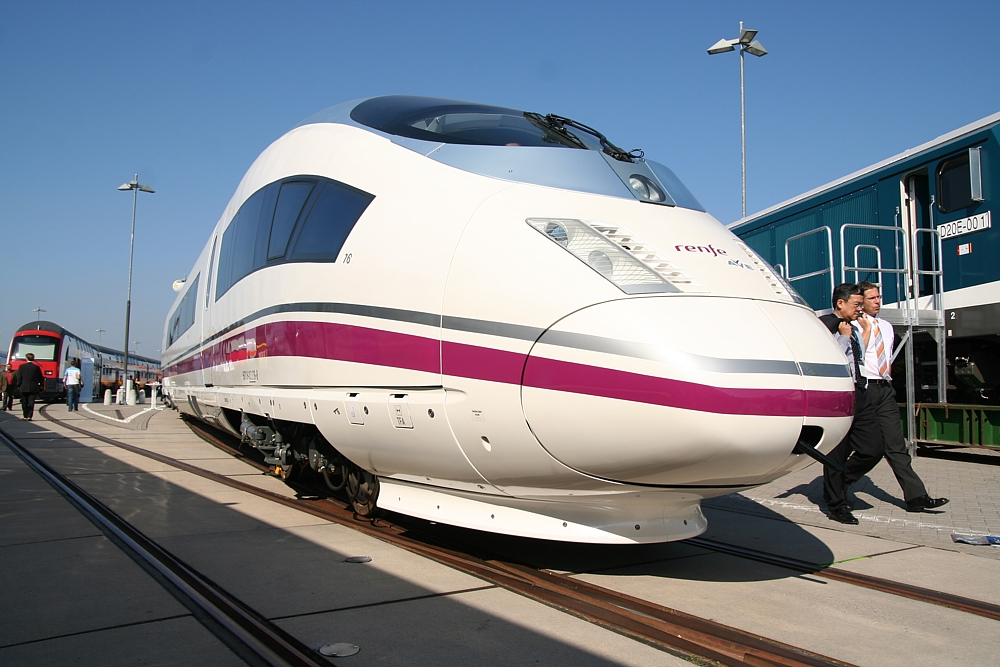
レンフェ103系電車
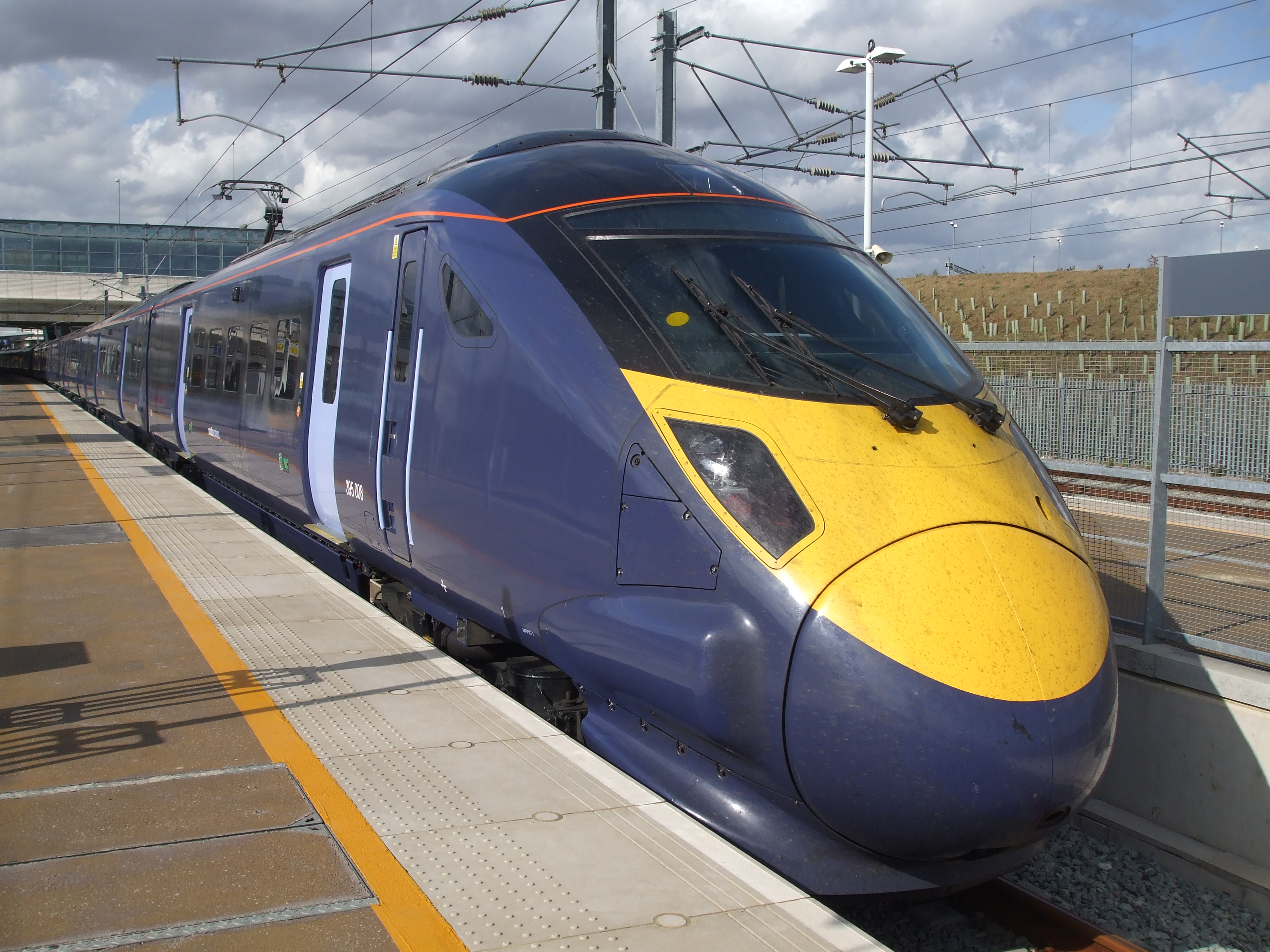
イギリス鉄道395形電車
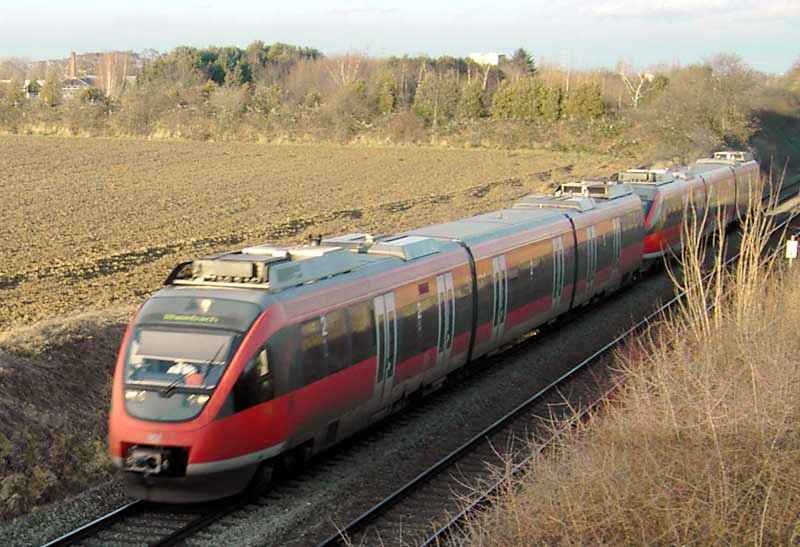
タレント（ドイツ鉄道644形気動車）
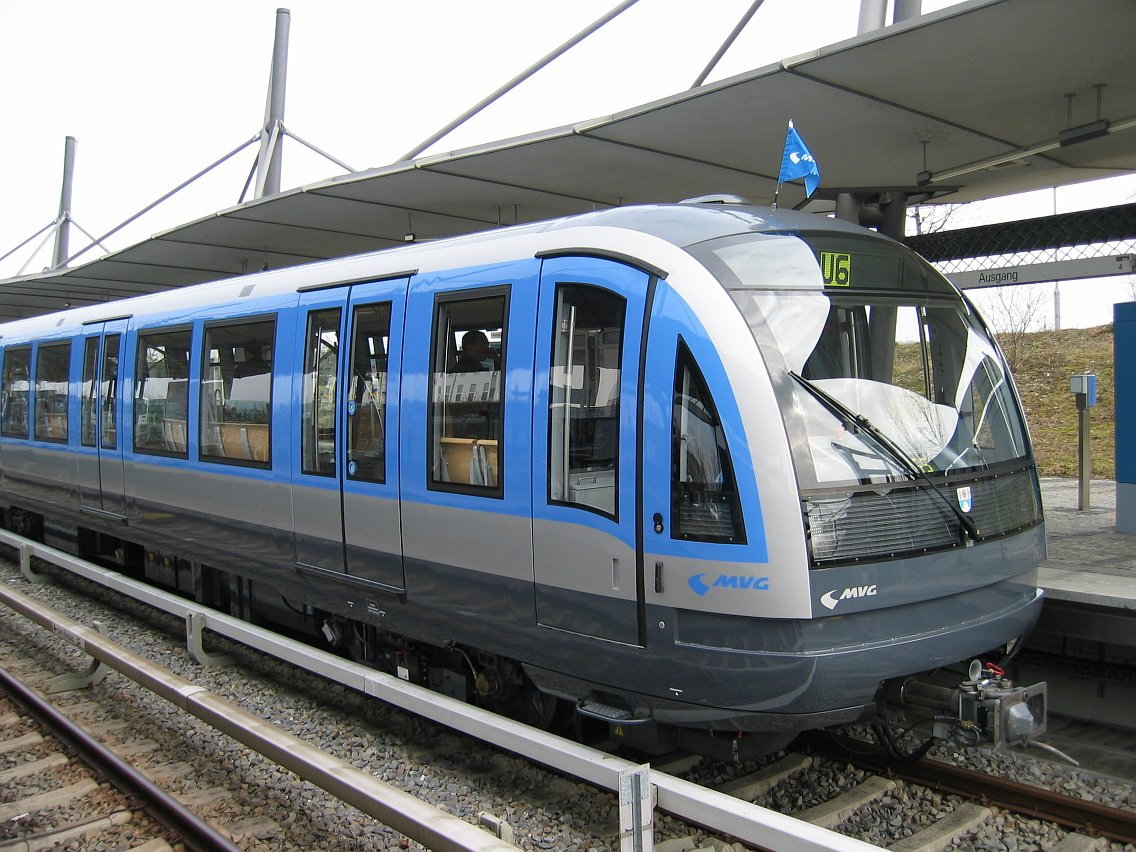
ミュンヘン地下鉄C1
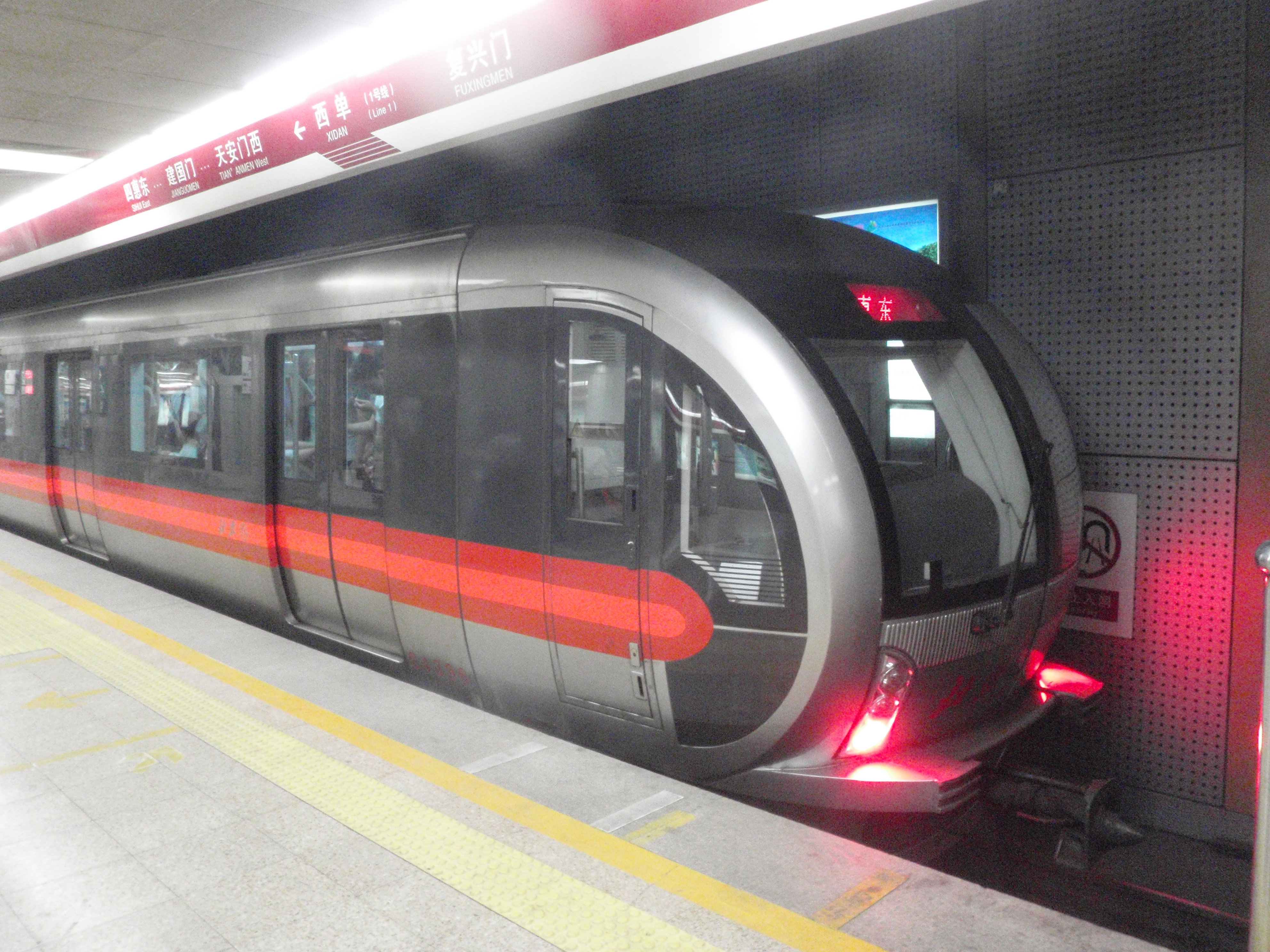
北京地下鉄SFM04型電車